# Ignatius Ferdinand von Vogelius

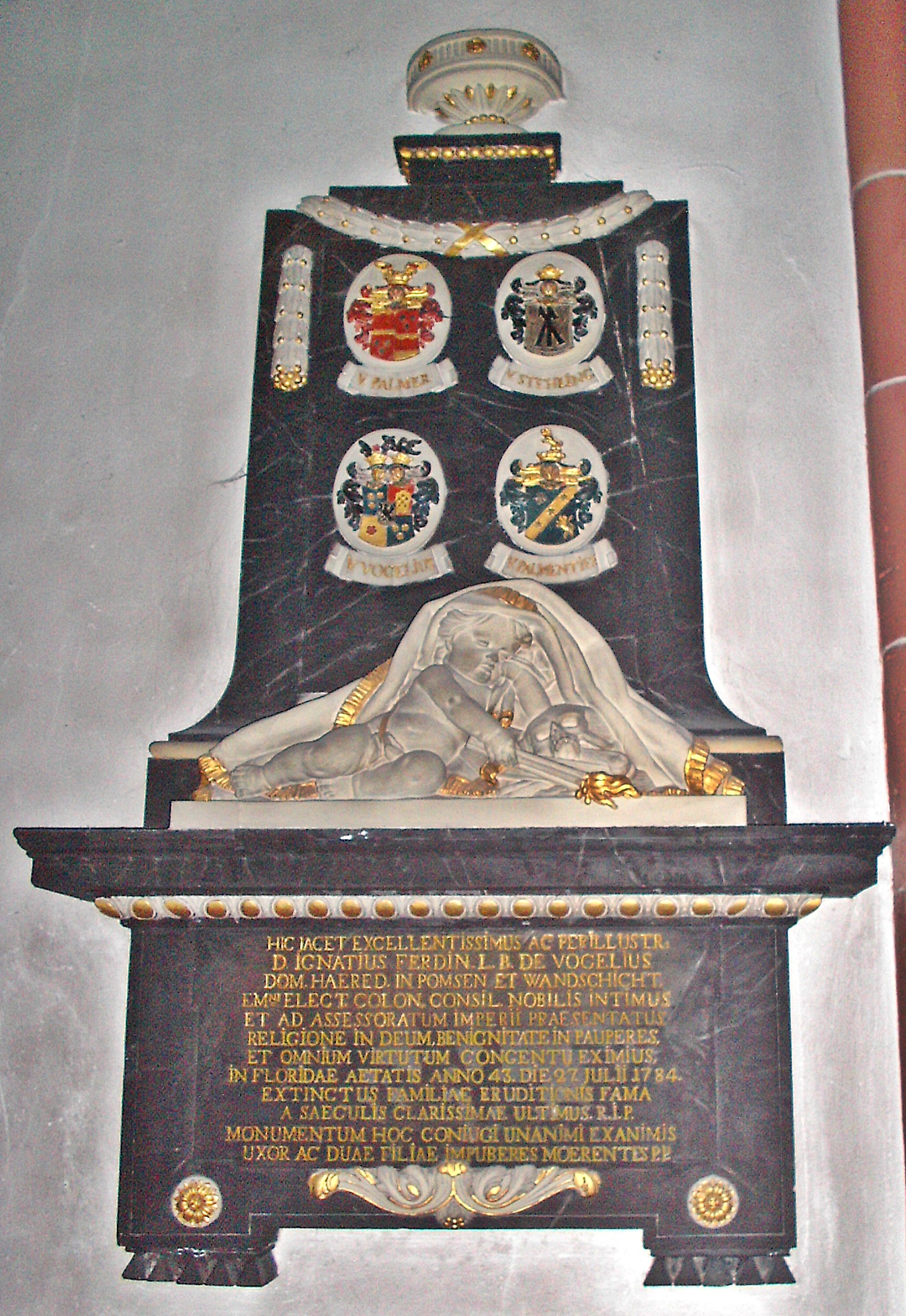
Epitaph, Liebfrauenkirche Worms

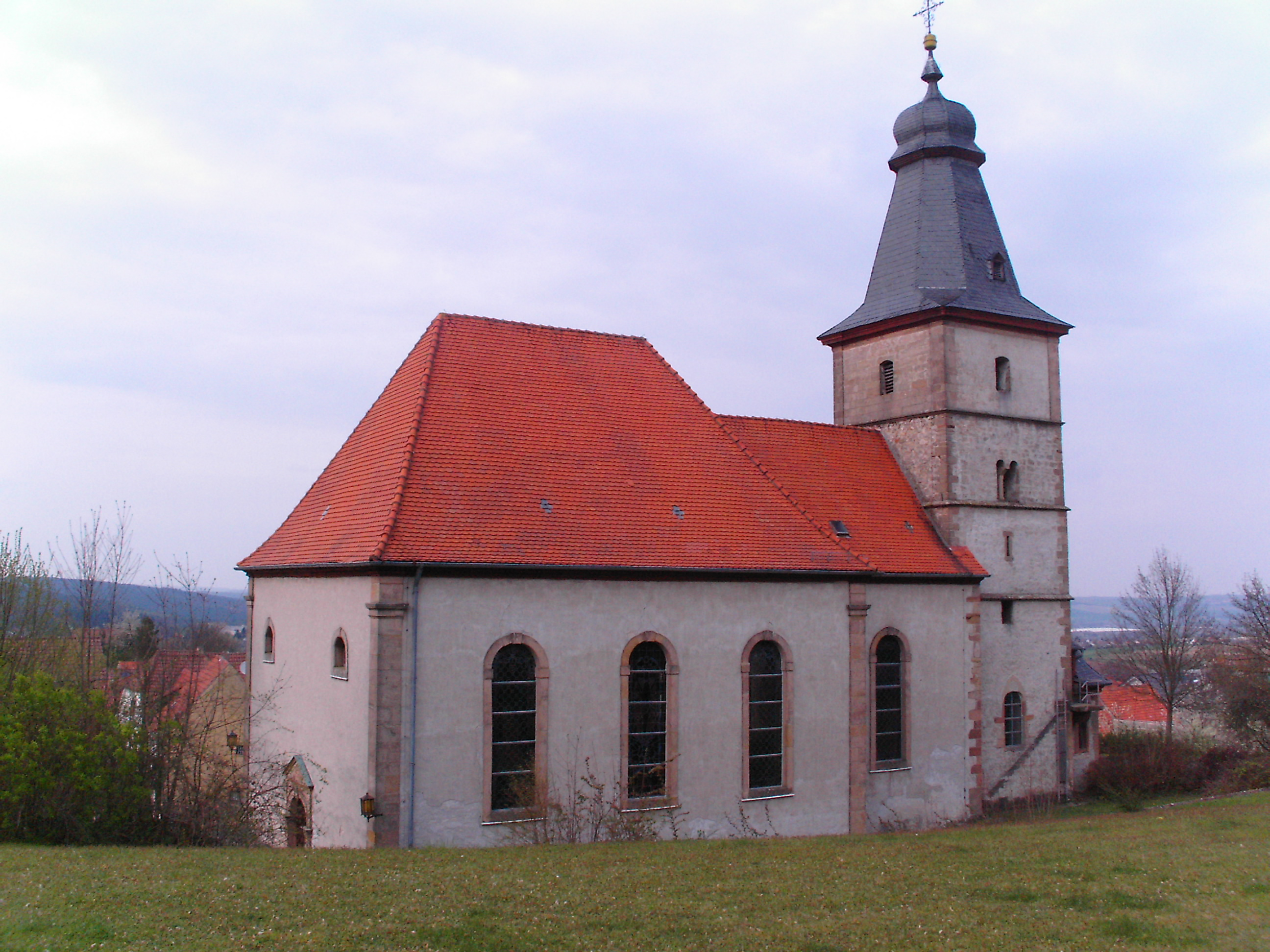
Prot. Kirche Wattenheim, zu deren barockem Erweiterungsbau (im Vordergrund) Freiherr von Vogelius 1772 den Grundstein legte

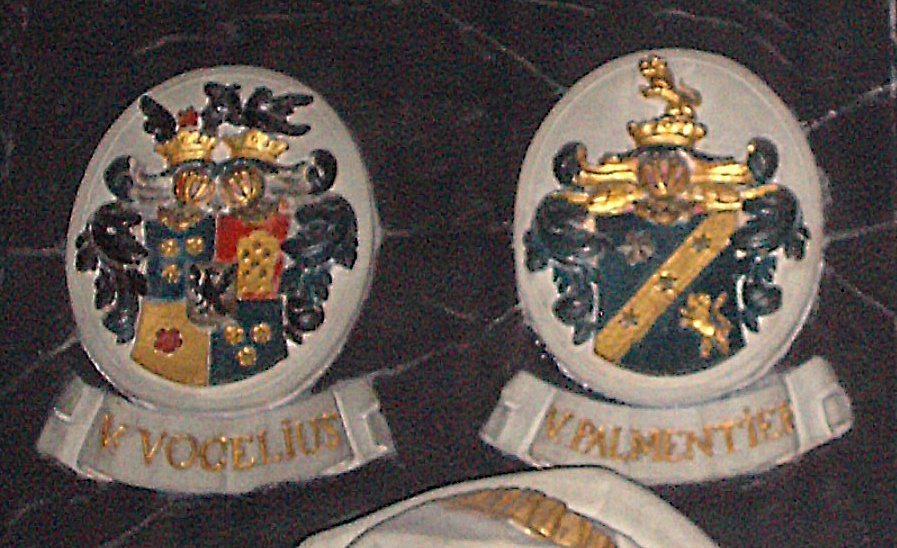
Wappen Vogelius links; Parmentier rechts

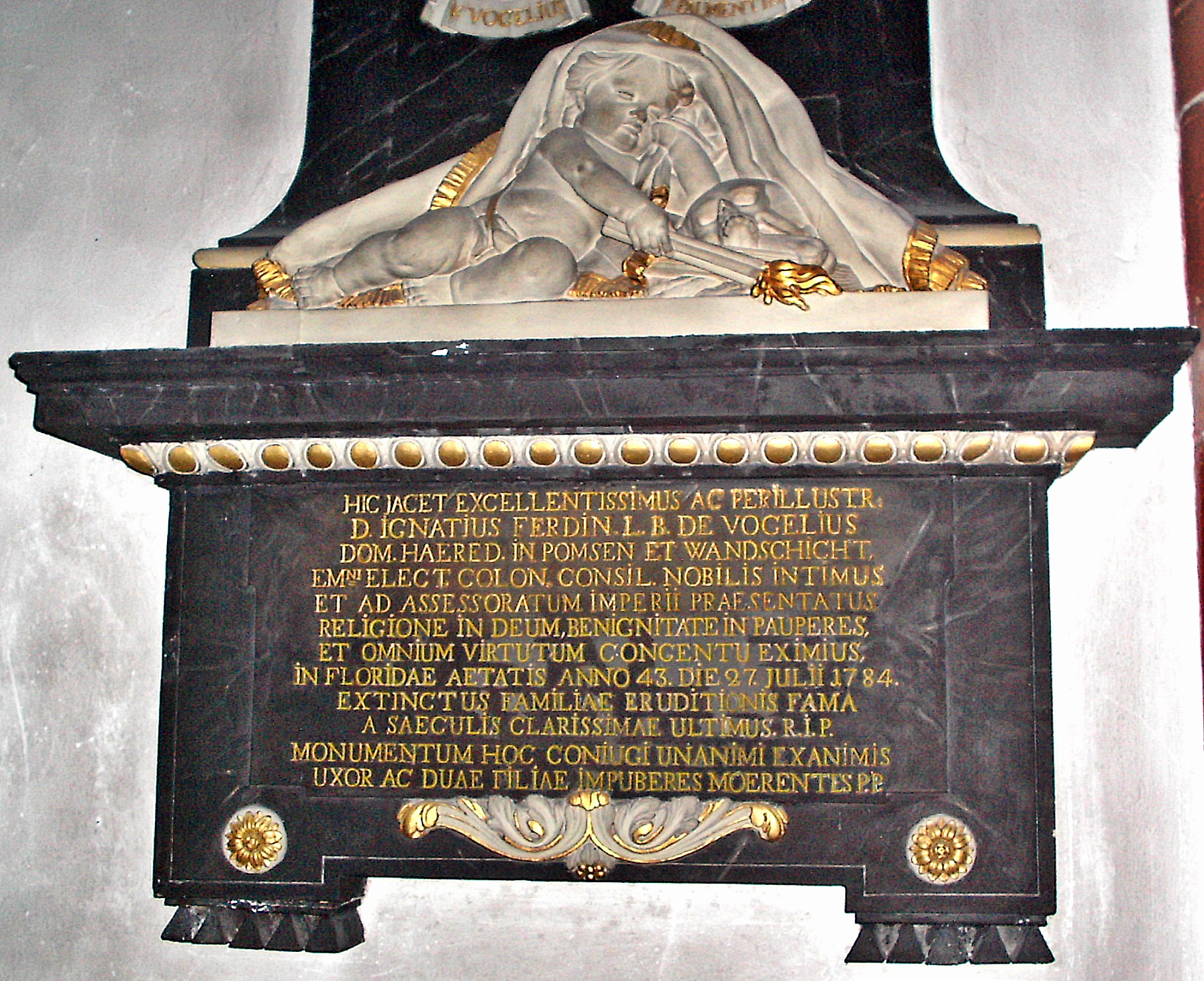
Grabinschrift, Nahaufnahme

Ignatius Ferdinand von Vogelius, Taufname Ferdinand Maria Caspar Wilhelm Ignatius Johannes Nepomuk Joseph von Vogelius (* 30. August 1740 in Paderborn; † 26. Juni 1784 in Worms) war ein Freiherr, kurkölnischer Geheimer Rat, Erbherr zu Pömbsen und auf Gut Wandschicht (Salzkotten) sowie Mitregent der Herrschaft Wattenheim in der Pfalz.

## Leben und Wirken
Die Familie Vogelius stammt aus dem Herzogtum Westfalen und wurde am 10. September 1707 unter dem Namen  „Vogelius von Schildeck“  in den Reichsadel aufgenommen.
Ignatius Ferdinand von Vogelius war der Sohn des fürstbischöflich paderbornischen Vizekanzlers und späteren Reichskammergerichtsbeisitzers Gerhard Georg Wilhelm von Vogelius und seiner aus Wetzlar stammenden Gattin Maria Theresia Sophia von Parmentier. Er wurde in der Marktkirche Paderborn getauft. Der Vater erhielt 1744 den rittermäßigen Adelsstand, 1758 das Freiherrenprädikat.
Laut Grabinschrift war Ignatius Ferdinand von Vogelius kurkölnischer Geheimer Rat und von diesem Staat auch als Assessor – d. h. als Richter – am Reichskammergericht präsentiert; lehnte seine Berufung nach Wetzlar jedoch ab.
Am 5. November 1771 heiratete der Freiherr in Wattenheim (westlich von Worms) Helena Kunigunde Auguste von Blumencron, Erbtochter des dortigen Ortsherren Jakob Christoph Peter von Blumencron und dessen Gemahlin Maria Anna Vogelius von Schildeck. Damit wurde Ignatius Ferdinand von Vogelius zum Mitherren in Wattenheim, ein Pfandlehen, das der Kurmainzer Oberfeldkriegskommissar Franz Georg von Blumencron (Sohn des Maximilian Adam von Blumencron) dem Grafen Philipp Ludwig von Leiningen-Westerburg nach 1692 abgekauft hatte. Die Mutter der Braut stammte aus der gleichen Familie wie Ignatius Ferdinand selbst. Nach seiner Einheirat kamen die beiden Töchter Maria Anna Friederica von Vogelius (* 22. August 1775) und Maria Agnes Carolina von Vogelius (* 3. August 1778) zur Welt.
Als Mit-Ortsherr in Wattenheim legte Ignatius Ferdinand von Vogelius 1772 den Grundstein zum Erweiterungsbau der damaligen Simultankirche des Ortes (heute protestantische Kirche). 1784 starb der Freiherr in Worms und wurde in der nicht mehr existenten, alten Dominikanerkirche beigesetzt. Bei ihrem Abriss, Anfang des 19. Jahrhunderts, kam sein prachtvoller Wappenepitaph von dort in die Liebfrauenkirche, wo er sich bis heute befindet. Er wurde laut Inschrift von der Ehefrau und den beiden Kindern gestiftet. Das Sterbedatum auf dem Grabstein weicht vom Kirchenbucheintrag ab und ist offenbar nicht korrekt.
Einer der Neffen von Ignatius Ferdinand von Vogelius (Sohn seiner Schwester Maria Anna) war Karl Klemens von Gruben (1764–1827), Weihbischof von Köln und Verweser des Bistums Hildesheim.